# Tiocyanat

Strukturen av en Tiocyanat-jon.

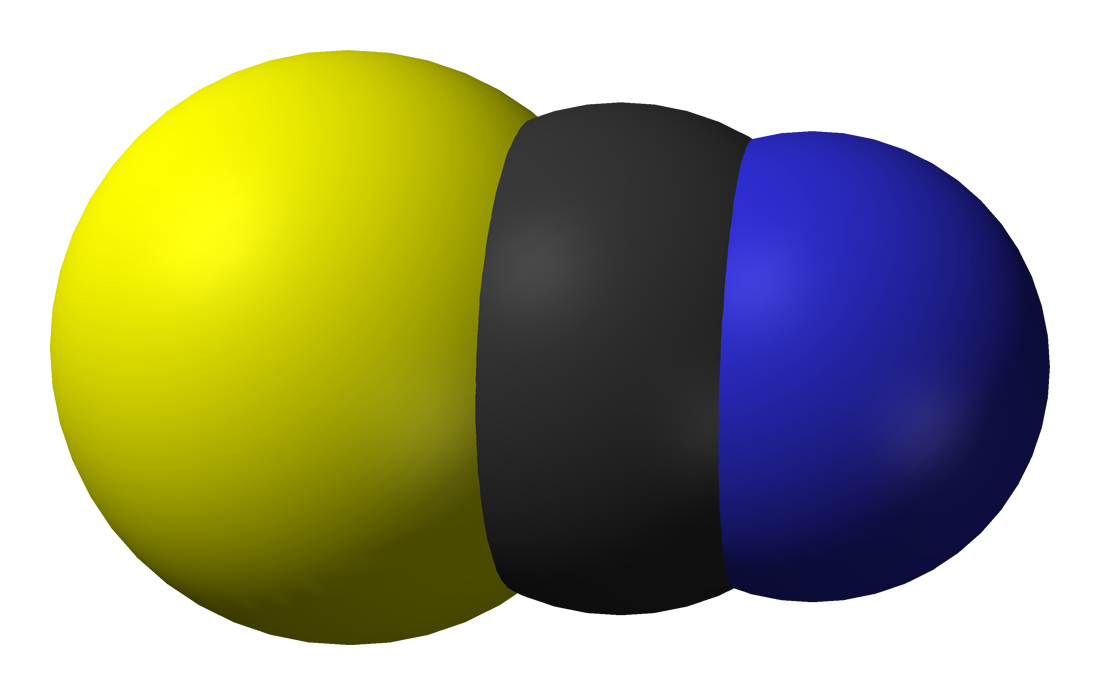
Molekylmodell av en Tiocyanat-jon.

Tiocyanat är en anjon med formeln SCN–. Salter med denna jon eller organiska föreningar med motsvarande funktionell grupp kallas tiocyanater.
Tiocyanat är analog med cyanat där syreatomen är ersatt med en svavelatom och, i likhet med den, räknas den som pseudohalid.
Tiocyanat bildas genom reaktionen mellan svavel eller tiosulfat och cyanid.
{\displaystyle {\rm {CN^{-}+S\rightarrow SCN^{-}}}}
{\displaystyle {\rm {CN^{-}+S_{2}O_{3}^{2-}\rightarrow SCN^{-}+SO_{3}^{2-}}}}